# Miasto na dole
Miasto na dole (hindi नीचा नगर / Neecha Nagar) – indyjski dramat filmowy z 1946 roku w reżyserii Chetana Ananda, będący jego pełnometrażowym debiutem. Adaptacja opowiadania Hayatullaha Ansariego opartego na dramacie Na dnie (1902) autorstwa Maksyma Gorkiego.
W warstwie fabularnej obraz ukazywał przepaść dzielącą świat biednych i bogatych w ówczesnym społeczeństwie indyjskim. Był pionierską próbą zaszczepienia w tamtejszej kinematografii realizmu społecznego, a także inspiracją dla późniejszego mistrza Satyajita Raya. Wraz z kilkoma innymi prezentowanymi tytułami film zdobył kolektywną Wielką Nagrodę Festiwalu (odpowiednik późniejszej Złotej Palmy) na 1. MFF w Cannes.

## Fabuła
Opowieść o wiosce położonej w dolinie wyschniętej rzeki u stóp Himalajów. Zamożny właściciel ziemski Sarkar postanawia zrobić miejsce pod osiedle, przekierowując ścieki w stronę wioski. Ubodzy mieszkańcy protestują przeciwko tym planom. Na czele buntu staje Balraj, a wspiera go zakochana w nim Maya, córka Sarkara. Płynące przez wioskę ścieki doprowadzają do epidemii, stanowiącej zagrożenie dla miejscowej ludności.

## Obsada
- Rafiq Anwar – Balraj
- Uma Anand – Maya
- Kamini Kaushal – Rupa
- Murad – Hakim Yaqub Khan Sahab
- Rafi Peer – Sarkar
- S.P. Bhatia – Sagar
- Hamid Butt – Yaqoob Chacha
- Mohan Saigal – Raza
- Zohra Sehgal – Bhabi
- B. M. Vyas – matka Balraja[3]